# Hale Soygazi
Hale Soygazi, née le 21 septembre 1950 à Istanbul, est une actrice turque. Elle est l'une des figures féminines les plus connues de l'âge d'or du cinéma turc. Elle est Miss Turquie en 1973.